# Parti populaire d'Aragon
Le Parti populaire d'Aragon (en espagnol : Partido Popular de Aragón, PP Aragón) est la fédération territoriale du Parti populaire (PP) en Aragon.
Issu de l'Alliance populaire (AP), entre 1989 et 2023, le PP Aragón a participé trois fois au gouvernement aragonais, occupant la présidence deux fois, et systématiquement pour un seul mandat. Il a détenu à plusieurs reprises la mairie de Saragosse et a présidé au moins une fois chacune des trois députations provinciales. Il revient au pouvoir en 2023.

## Présidents
| Titulaire                 | Dates                                                           | Fonction |
| ------------------------- | --------------------------------------------------------------- | --- |
| José Ignacio Senao (es),  | 27 février 1989 – 24 septembre 1993 (4 ans, 6 mois et 28 jours) | Président de la députation provinciale de Saragosse (1995-1999)                                              |
| Santiago Lanzuela,        | 24 septembre 1993 – 18 janvier 2001 (7 ans, 3 mois et 25 jours) | Conseiller à l'Économie et aux Finances (1989-1993) Président de la députation générale (1995-1999)          |
| Manuel Giménez Abad (es), | 24 janvier – 6 mai 2001 (3 mois et 12 jours)                    | Conseiller à la Présidence (1995-1999)                                                                       |
| Gustavo Alcalde           | 18 mai 2001 – 8 novembre 2008 (7 ans, 5 mois et 21 jours)       | Délégué du gouvernement en Aragon (2012-2018)                                                                |
| Luisa Fernanda Rudi       | 8 novembre 2008 – 25 mars 2017 (8 ans, 4 mois et 17 jours)      | Maire de Saragosse (1995-2000) Présidente du Congrès des députés (2000-2004) Présidente d'Aragon (2011-2015) |
| Luis María Beamonte (es)  | 25 mars 2017 – 19 décembre 2021 (4 ans, 8 mois et 24 jours)     | Maire de Tarazona (2007-2019) Président de la députation provinciale de Saragosse (2011-2015)                |
| Jorge Azcón               | depuis le 19 décembre 2021 (3 ans, 7 mois et 3 jours)           | Maire de Saragosse (2019-2023) Président d'Aragon (depuis 2023)                                              |

## Résultats électoraux

### Cortes d'Aragon
| Année | Chef de file             | Voix    | %        | #      | Sièges  | Gouvernement                               |
| ----- | ------------------------ | ------- | -------- | ------ | ------- | ------------------------------------------ |
| 1991  | Santiago Lanzuela        | 126 840 | 20,99    | 3e     | 17 / 67 | Eiroa (1991-1993) ; opposition (1993-1995) |
| 1995  | Santiago Lanzuela        | 262 899 | 38,16 () | 1er () | 27 / 67 | Lanzuela                                   |
| 1999  | Santiago Lanzuela        | 248 781 | 39,08 () | 1er () | 28 / 67 | Opposition                                 |
| 2003  | Gustavo Alcalde          | 219 058 | 30,73 () | 2e ()  | 22 / 67 | Opposition                                 |
| 2007  | Gustavo Alcalde          | 208 642 | 31,76 () | 2e ()  | 23 / 67 | Opposition                                 |
| 2011  | Luisa Fernanda Rudi      | 269 729 | 41,00 () | 1er () | 30 / 67 | Rudi                                       |
| 2015  | Luisa Fernanda Rudi      | 183 654 | 27,50 () | 1er () | 21 / 67 | Opposition                                 |
| 2019  | Luis María Beamonte (es) | 139 660 | 20,87 () | 2e ()  | 16 / 67 | Opposition                                 |
| 2023  | Jorge Azcón              | 237 817 | 35,51 () | 1er () | 28 / 67 | Azcón                                      |

## Identité visuelle

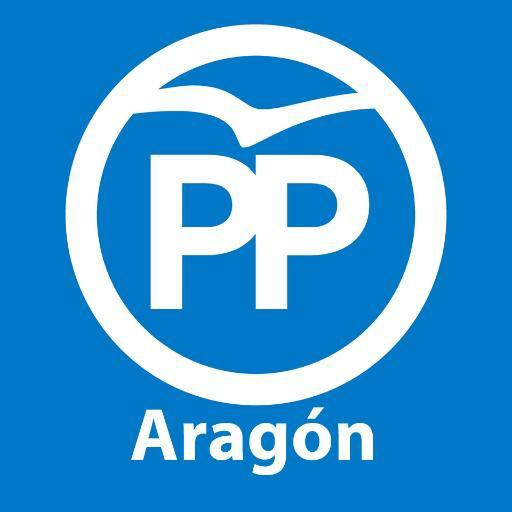
Logo de 2015 à 2019.
Logo de 2019 à 2022.
Logo depuis 2022.